# مصدر جماهيري
 التعهيد الجماعي (بالإنجليزية: Crowdsourcing)‏ هو عملية جمع، واستيراد، واستعانة بالجماهير بغية الحصول على المعلومات. عملية إدخال البيانات من عينة عشوائية، أو غير محددة، من المستخدمين والعملاء تثبت نجاحها للموقع أو المشروع أو لإنهاء المهام بشكل عام. ليس فقط لعدم تحيز هذه العينة، أو هذه الجماهير، لنتيجة واحدة بذاتها، ولكن أيضًا لإدخالهم لتجاربهم الشخصية المتصلة بالغرض الرئيسي من المعلومات، مما يعد مفيدًا للغاية الرئيسية.
على سبيل المثال، قد يشترك الجماهير في تطوير تقنية جديدة، تصميم مهمة، أو توليد بيانات أو معلومات جديد تُصبّ جميعًا في حوض، غالبًا ما يكون موقع إلكتروني. انتشر المفهوم بعد انتشار تقنيات الوِب 2.0.
المواقع التي تستخدم تقنية التعهيد الجماعي كثيرة، ومنها ويكپيديا نفسه، يوشاهيدي، و كراود ڤويس، للإطلاع على قائمة مطولة، إضغط هنا [الإنجليزية]. تشمل الترجمات الأخرى للّفظة: الاستصدار الجماعي؛ الحشد الجماعي؛ الاستجماع الجماهيري؛ والجمع الجماهيري.

## تعاريف
صاغ جيف هاو ومارك روبنسون، المحرران في مجلة وايرد، مصطلح «حشد المصادر» في عام 2005، لوصف كيفية استخدام شركات الأعمال الإنترنت «لإسناد العمل إلى الحشود»، ما أدى إلى صياغة مصطلح «حشد المصادر» بسرعة. على أي حال، نشر جيف هاو تعريفًا لمصطلح حشد المصادر أول مرة في مقالته في مدونة مرافقة لمجلة وايرد في شهر يونيو من عام 2006، صدرت مطبوعة بعد عدة أيام من كتابته لها:
يمكن تعريف المصطلح بشكل بسيط بأنه إيكال شركةٍ أو مؤسسةٍ وظيفةً كان يؤديها أحد موظفيها إلى مجموعة غير معينة من الأشخاص (وكبيرة عادة) على شكل نداء مفتوح. قد يأخذ ذلك شكل إنتاج جماعي (عندما يُنجز العمل بشكل جماعي)، ولكن عادة ما يؤديه أشخاص فرادى. يُعتبر استخدام صيغة النداء المفتوح والعدد الكبير من العمال المحتملين الشرط الأساسي الحاسم.
في 1 فبراير من عام 2008، عرّف دارين سي برابهام، وهو «أول من نشر بحثًا علميًا استخدم فيه كلمة حشد المصادر» ومؤلف كتاب حشد المصادر في عام 2013، حشدَ المصادر في أحد مقالاته بأنه «نموذج موزع للإنتاج وحل المشكلات على شبكة الإنترنت». وجدت كريستين إل. غوث وبرابهام أن تنفيذ الأفكار التي تقدمها منصات حشد المصادر يتأثر بجودتها بالإضافة إلى التواصل بين المستخدمين في ما يخص هذه الأفكار، وعرضها في المنصة نفسها.

بعد دراسة أكثر من 40 تعريفًا لحشد المصادر في الأدب العلمي والشعبي، طور كل من إنريكي إستيلي أرولا وفيرناندو غونزاليز لادرون دو غيفارا، وهما باحثان في الجامعة التقنية في فالنسيا، تعريفًا متكاملًا جديدًا:
حشد المصادر هو نوع من النشاط التشاركي عبر الإنترنت، يعرض فيه فرد، أو مؤسسة، أو منظمة غير ربحية، أو شركة ما على مجموعة من الأفراد متنوعي المعرفة، والاختلاف، والعدد استلامَ مهمة طوعية عن طريق نداء مفتوح مرن. إنه يستلزم استلام مهمة ما، تنطوي على تعقيدات وجزئيات متعددة، ويجب على الحشد المشاركة فيها بتقديم عملهم، وأموالهم، ومعرفتهم، وخبرتهم فيها، تقديم منفعة مشتركة دائمًا. سيحقق المستخدِم الرضا في نوع معين من الحاجات، سواء كانت اقتصادية، أو تحقق الاعتراف الاجتماعي، أو تقدير الذات، أو تطوير مهارات الفرد، بينما سيحصل المسؤول عن حشد المصادر على ما قدمه المستخدم للشركة، ويعتمد شكل هذه المساهمة على نوع النشاط المنفَّذ، ويستخدمه لمصالحه الخاصة.
يشدد هينك فان إيس، وهو محاضر جامعي في مجال التواصل على شبكة الإنترنت، على الحاجة إلى «إعادة تقديم» النتائج الناتجة عن عملية حشد المصادر إلى العامة بناءً على أسس أخلاقية. يُستخدم تعريفه غير العلمي وغير التجاري على نطاق واسع في الصحافة الشعبية:
حشد المصادر هو توجيه رغبة الخبراء في حل مشكلة ما ثم مشاركة الحل بحرية مع الجميع.

## أمثلة تاريخية

### خط زمني للأحداث الهامة
- 594 قبل الميلاد – طلب سولون أن يُقسِم جميعُ المواطنين على الالتزام بقوانينه، التي تعزز اندماجهم ومشاركتهم في حكم أثينا القديمة بالإضافة إلى أمور أخرى، وهو المثال الأقدم على الحكومة الديمقراطية المدعوم بوثائق موثوقة.
- 618- 907 – قدمت سلالة تانغ الحاكمة الشكل الأقدم من التمويل الجماعي وهو الشركة المساهمة.
- 1714 – جوائز تحديد خط الطول: عندما كانت الحكومة البريطانية تحاول إيجاد طريقة لقياس موقع خط طول سفينة ما، عرضت على الجمهور جائزة نقدية لمن يتوصل إلى أفضل حل ممكن.[6]
- 1783 – عرض الملك لويس السادس عشر جائزة لمن يتمكن من «صنع الملح الأيوني» عن طريق تحليل ملح البحر «بالطريقة الأبسط والأكثر توفيرًا».
- 1848 – وزع ماثيو فونتين موري 5,000 نسخة من المخططات البيانية للريح والتيارات مجانًا شرط أن يعيد البحارة سجلًا موحدًا لرحلتهم إلى المرصد البحري الأمريكي. بحلول عام 1861، كان قد وزع أكثر من 200,000 نسخة مجانية بنفس الشروط.[7]
- عام 1849 – شُكلت مجموعة تضم 150 متطوعًا لمراقبة الطقس في جميع أنحاء الولايات المتحدة الأمريكية كجزء من مشروع الأرصاد الجوية التابع لمؤسسة سميشونيان، وبدأه النائب العام جوزيف هنري الذي استخدم التلغراف لجمع بيانات المتطوعين ووضع خريطة طقس كبيرة، وجعل المعلومات الجديدة متاحة للعامة يوميًا. على سبيل المثال، تعقب المتطوعون إعصارًا يمر عبر ولاية ويسكونسن، وأرسلوا النتائج عبر التلغراف إلى مؤسسة سميشونيان. يُعد مشروع هنري أساس ما عُرف لاحقًا باسم خدمة الطقس الوطنية. خلال عقد من الزمن، شارك 600 مراقب متطوع في المشروع، وانتشر وصولًا إلى كندا، والمكسيك، وأمريكا اللاتينية، والكاريبي.[8]
- 1884 – نشر قاموس أكسفورد الإنجليزي: فهرس 800 متطوع كلماتٍ لتشكيل أول قسم من قاموس أكسفورد الإنجليزي.
- 1916 – مسابقة شركة بلانترز بينتس: صمم الطفل ذو الأربعة عشر عامًا الذي ربح مسابقة شعار شركة بلانترز بينتس شعار السيد فستق (مستر بينت).
- 1957 – يورن أوتسون الفائز في مسابقة تصميم دار أوبرا سيدني.
- 1970 – مسابقة التصوير الفرنسية للهواة هكذا كانت باريس عام 1970، تحت رعاية مدينة باريس، وإذاعة فرانس إنتر، ومتاجر فانك: قدم 14,000 مصور 70,000 صورة مطبوعة بالأبيض والأسود و30,000 شريحة ملونة للعاصمة الفرنسية لتوثيق التغيرات المعمارية في باريس. تُبرع بالصور إلى المكتبة التاريخية لمدينة باريس.[9]
- 1991- بدأ لينوس تورفالدس العمل على نظام التشغيل لينكس، ودعا المبرمجين من جميع أنحاء العالم للمساهمة في وضع الكود الخاص به.
- 1996 – تأسس سوق هوليوود للأوراق المالية: سمح ببيع الأسهم وشرائها.
- 1997 – جمعت فرقة الروك الإنجليزية ماريليون 60,000 دولار من معجبيها للمساعدة على تمويل جولتها في الولايات المتحدة.[10]
- 1999 – أطلقت جامعة كاليفورنيا، بيركلي حملة البحث عن ذكاء خارج الأرض. يمكن للمتطوعين المساهمة في البحث عن إشارات ذكاء قد تأتي من خارج الأرض عن طريق تحميل برنامج يستخدم الوقت المضاع للحاسب لتحليل أجزاء البيانات المسجلة التي يسجلها المقراب الراديوي المشارك في برنامج سيرينديب (البحث عن الإشارات الراديوية خارج الأرض من المجتمعات الذكية المتطورة القريبة).[11]
- 2000 – تأسيس منصة جاست غيفينغ: تتيح المنصة الإلكترونية للعامة المساعدة على جمع المال لصالح الجمعيات الخيرية.
- 2000 – إطلاق خدمة متطوعي الأمم المتحدة على شبكة الإنترنت: ربط الأشخاص ممن يكرسون وقتهم ومهاراتهم عبر الإنترنت لمساعدة المنظمات على مواجهة التحديات المرتبطة بالتنمية.
- 2000 – إنشاء موقع آي ستوك فوتو: يتيح موقع الأسهم المجانية للصور للعامة المساهمة في تقدم العمولة وتلقيها مقابل مساهماتهم.[10]
- 2001 – إطلاق ويكيبيديا: «موسوعة الإنترنت ذات الوصول الحر والمحتوى الحر».
- 2001 – تأسيس شركة توب كودر؛ شركة تطوير برامج حشد المصادر.
- 2004 – أُطلق مشروع خريطة الشارع المفتوحة، وهو مشروع تعاوني لإنشاء خريطة للعالم مجانية وقابلة للتعديل.[12]
- 2004 – مسابقة تويوتا الأولى «فن سيارة الأحلام»: طُلب من الأطفال في جميع أنحاء العالم رسم «سيارة أحلامهم المستقبلية».
- 2005 – مسابقة «ابحث عن الذهب» لإيستمان كوداك: طلب كوداك من الجميع تقديم صورة تصوّر إنجازه الشخصي.
- 2006 – ابتكر جيف هاو مصطلح حشد المصادر في مجلة وايرد.

## وصلات خارجية
- التعهيد الجماعي في مجال الاستجابة الإنسانية، شبكة الأنباء الإنسانية (إيرين)، 27 ديسمبر 2010 (LINK)